# Carangas (gemeente)
Carangas is een gemeente (municipio) in de Boliviaanse provincie Puerto de Mejillones in het departement Oruro. De gemeente telt 665 inwoners (2010). De hoofdplaats is Carangas.